# Placidochromis hennydaviesae
Placidochromis hennydaviesae är en fiskart som först beskrevs av Burgess och Axelrod, 1973.  Placidochromis hennydaviesae ingår i släktet Placidochromis och familjen Cichlidae. IUCN kategoriserar arten globalt som livskraftig. Inga underarter finns listade i Catalogue of Life.